# Épinette blanche
Picea glauca
Espèce
Classification phylogénétique
Statut de conservation UICN

 LC  : Préoccupation mineure
Répartition géographique
L'épinette blanche (Picea glauca (Moench) Voss) est une espèce de conifères du genre Picea, de la famille des Pinacées, à aiguilles courtes et persistantes. Il est répandu et commun dans les forêts tempérées d'Amérique du Nord, principalement au Canada et dans certains États du Nord des États-Unis. C'est l'arbre emblème du Manitoba et du Dakota du Sud. On le cultive occasionnellement comme plante ornementale.

## Caractéristiques
L'épinette blanche est un arbre pouvant atteindre 20 à 25 mètres de hauteur et environ 5 mètres en largeur. Son port est généralement pyramidal. Ses rameaux glabres portent des aiguilles bleutées d'un ou deux centimètres de long. La floraison, discrète, est printanière. Les fruits sont des cônes de petite taille, de forme un peu allongée (4 ou 5 cm de long), qui tombent au sol annuellement. Ses racines sont fibreuses et s'étendent latéralement.
C'est un conifère qui s'adapte à toutes les situations. On le trouve poussant en terrain rocheux, parfois là où la couche de sol est mince, ou au bord des lacs. Il apprécie les sols limoneux, humide et bien drainés.
Les plus vieux spécimens peuvent vivre jusqu'à 300 ans.

## Taxonomie et classification
On lui connait plusieurs synonymes en latin, dont Abies canadensis, Picea alba ou Picea canadensis.
L'épinette blanche porte aussi le nom d'épicéa glauque, d'épinette glauque ou d'épicéa blanc.

## Écologie
L'épinette blanche est un conifère commun des forêts mixtes où il côtoie notamment l'épinette noire, le sapin baumier, le bouleau jaune, le bouleau à papier et le hêtre à grandes feuilles. Il pousse jusqu'à la limite arctique des arbres,.
Sa tolérance élevée à l'ombre lui permet de se développer dans les forêts denses.
Il a été démontré que les changements climatiques ont un impact sur la limite septentrionale de distribution de l'espèce.
Elle tolère peu la pollution et le sel.

## Utilisation
C'est une essence importante au Canada pour l'industrie des pâtes et papiers et du bois d’œuvre.
Elle est utilisée en bois de charpente très résistant et étonnamment dur.